# Melanomma dryadis
Melanomma dryadis är en lavart som beskrevs av Johanson 1890. Enligt Catalogue of Life ingår Melanomma dryadis i släktet Melanomma,  och familjen Melanommataceae, men enligt Dyntaxa är tillhörigheten istället släktet Melanomma,  och familjen Melanommataceae. Arten är reproducerande i Sverige. Inga underarter finns listade i Catalogue of Life.